# Schlacht um den Flughafen Kiew-Hostomel
Die Schlacht um den Flughafen Kiew-Hostomel war eine gescheiterte Luftlandeoperation der russischen Streitkräfte, die von den Streitkräften der Ukraine zu Beginn des russischen Überfalls auf die Ukraine vom 24. bis zum 25. Februar 2022 zurückgeschlagen wurden.
Russische Kommandos nahmen die Schlüsselposition des Flughafen Kiew-Hostomel in den frühen Morgenstunden des 24. Februar ein, wurden aber von Einheiten der ukrainischen Armee sowie der Territorialverteidigung zurückgedrängt. Der Plan, rasch weitere luftverlegbare Truppen auf dem Rollfeld heranzuführen, um die ukrainische Regierung und Militärführung durch einen schnellen Enthauptungsschlag auszuschalten, wurde dadurch vereitelt. 
Eintreffende russische Bodentruppen konnten den funktionsunfähigen Flughafen letztlich temporär sichern, der Überraschungsangriff auf Kiew war zu diesem Zeitpunkt aber bereits gescheitert.

## Hintergrund
Nach bereits acht Jahren Krieg im Donbas seit 2014 eskalierte Russland den Russisch-Ukrainischen Krieg am 24. Februar 2022 mit einem großangelegten Überfall auf die Ukraine. Kiew, als Hauptstadt der Ukraine mit Sitz der wichtigsten Staatsorgane, war hierbei das primäre operative Ziel. Neben der Bodenoffensive von Norden sollten Fallschirmjäger und Spezialeinheiten den zwanzig Kilometer nordwestlich gelegenen Flughafen Kiew-Hostomel einnehmen. Anschließend sollten mindestens 18 Iljuschin IL-76 weitere Verbände anlanden, die den Flughafen langfristig sichern sowie zügig auf Kiew vorstoßen sollten, um die Ukraine früh entscheidend zu schlagen und die Regierung auszuschalten. Über den Flughafen sollte zudem weitere Verstärkung zugeführt werden.

## Verlauf
Ein Großteil der ukrainischen Flugabwehr, bestehend aus MANPADS und Su-23-2, wurde bereits am frühen Morgen durch russische Luftangriffe ausgeschaltet. Gegen 9 Uhr näherten sich ca. 35 russische Hubschrauber Mi-8, Mi-24 und Ka-52 der 31. Garde-Fallschirmjägerbrigade dem Flughafen, von denen drei abgeschossen und drei beschädigt wurden. Verteidigt wurde der Flughafen von etwa 300 unerfahrenen Soldaten der 4. Schnellen Eingreifbrigade der Ukrainischen Nationalgarde.

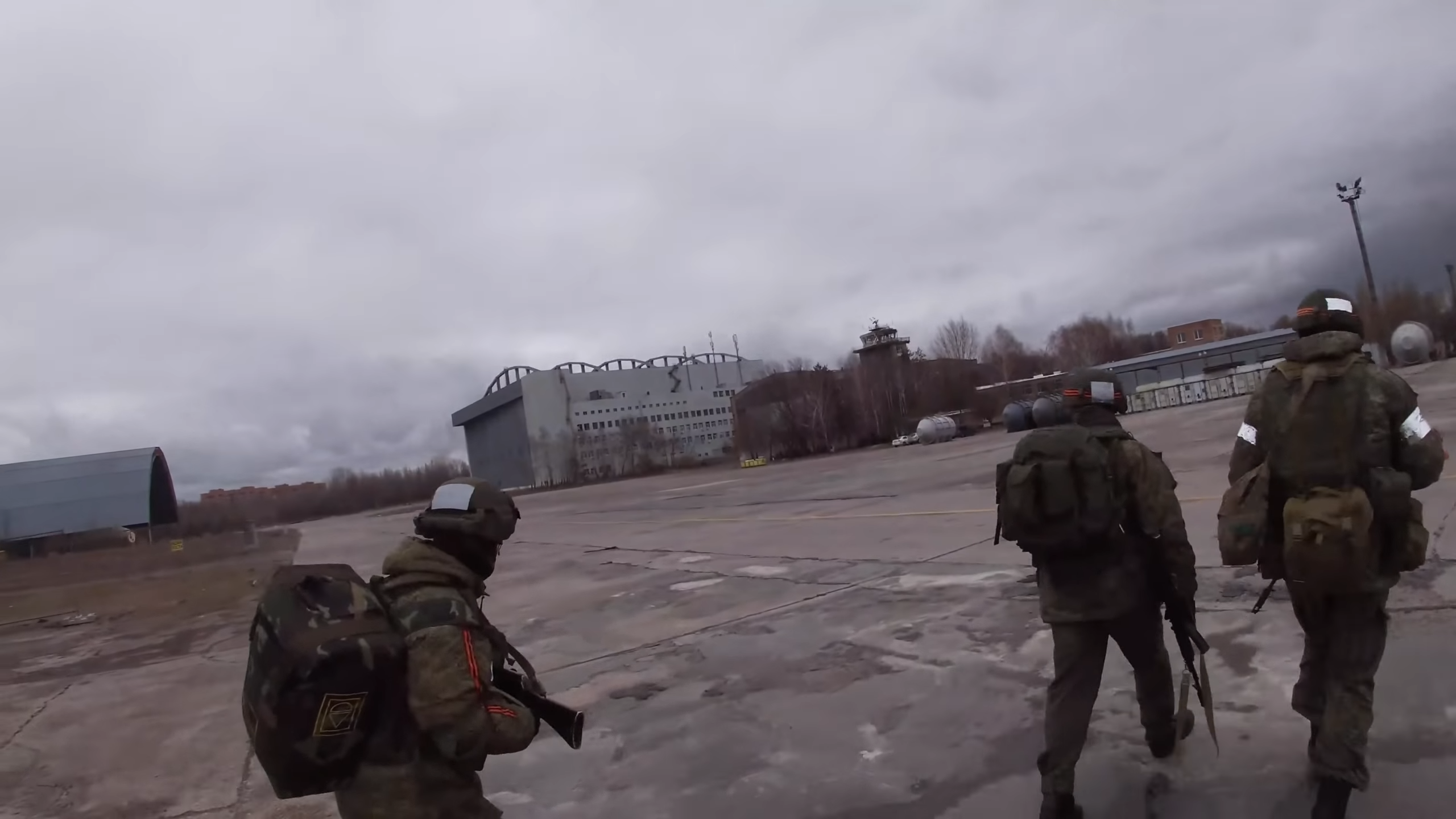
Russische Fallschirmjäger auf dem Rollfeld

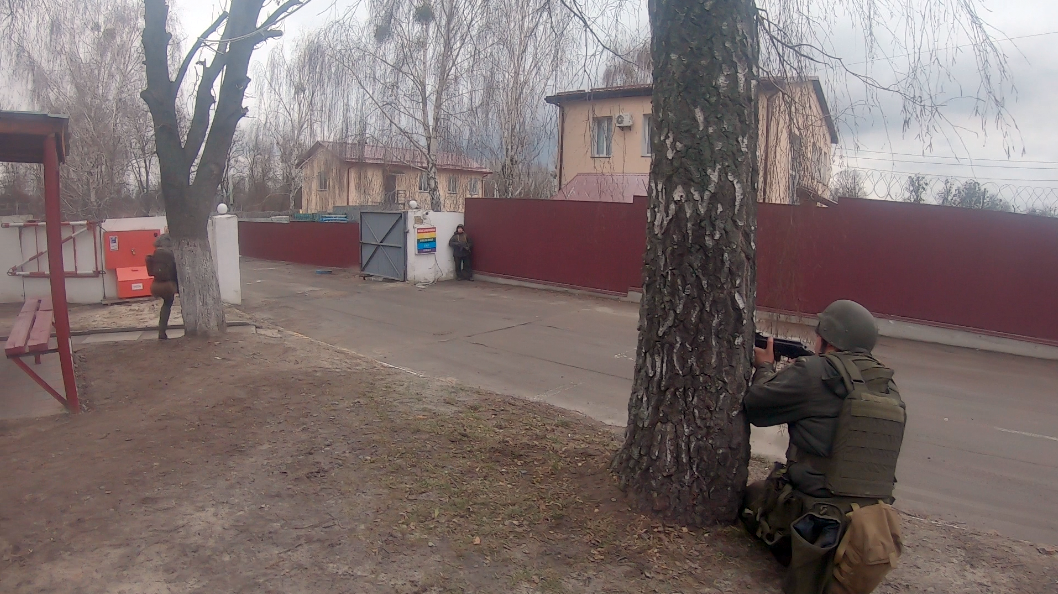
Soldaten der ukrainischen Nationalgarde am Ausgang zum Flughafen

Trotz heftiger Gegenwehr gelang es den Russen, den Flughafen vorerst zu sichern. Ukrainische Artillerie beschädigte die Landebahn derweil stark.
Ein Gegenangriff der ukrainischen 4. Schnellen Eingreifbrigade mit Luftunterstützung durch Suchoi Su-24 und Mil Mi-24 führte dazu, dass 18 russische Iljuschin IL-76, die weitere Verstärkung anlanden sollten, auf ihrem Weg umkehren mussten. Im weiteren Verlauf griffen die ukrainische 72. Motorisierte Brigade und die 95. Fallschirmjägerbrigade in die Schlacht mit ein und unterstützten den Gegenangriff. Ukrinform sprach von mindestens 50 gefallenen russischen Soldaten. Gegen Abend zogen sich die russischen Kräfte in die umliegenden Wälder zurück.

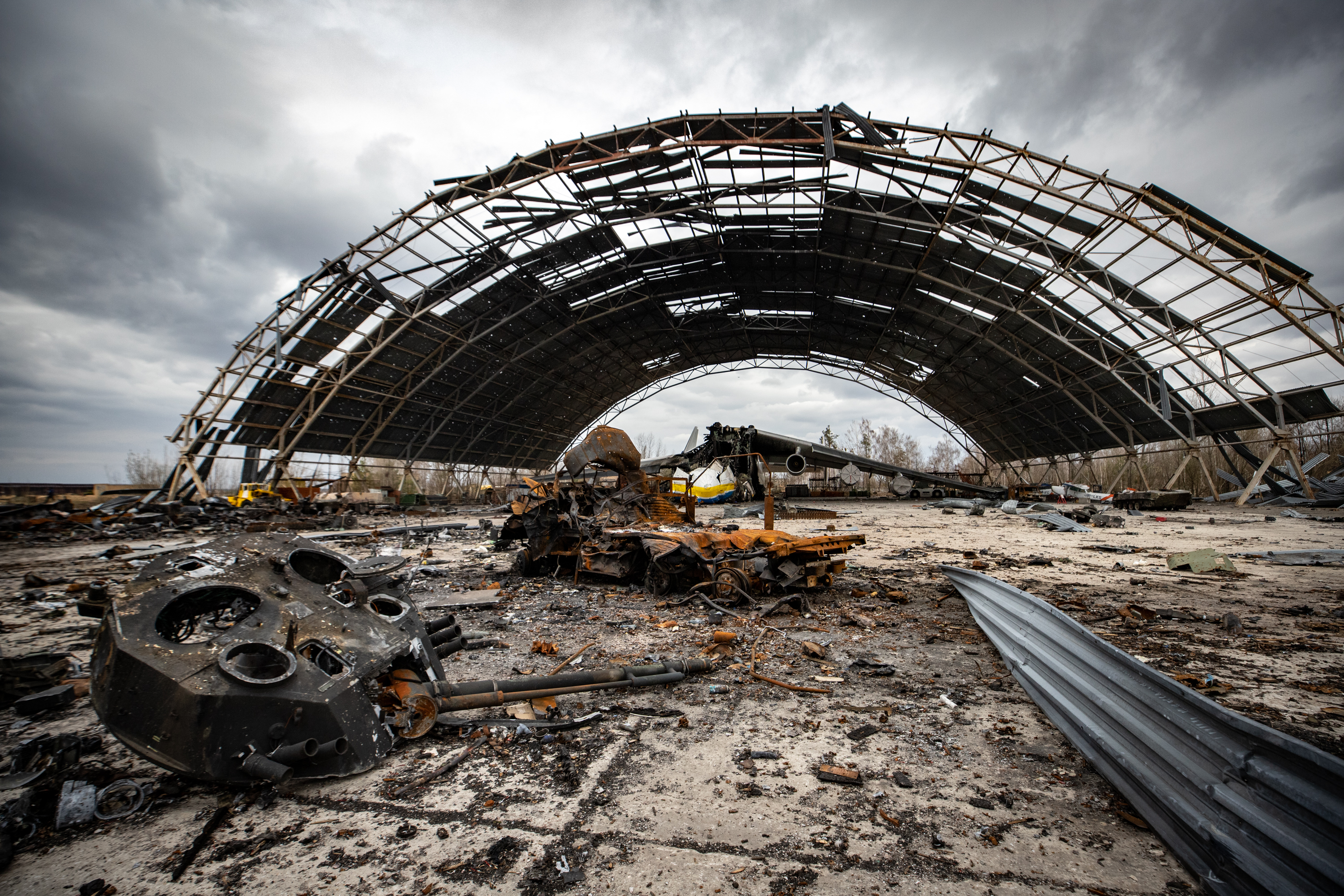
Die zerstörte Antonow An-225

Am 25. Februar wurde der Flughafen durch russische Kräfte, die von Norden auf dem Landweg anrückten, eingenommen. Das Institute for the Study of War (ISW) nimmt an, dass die Einnahme auch von mechanisierten Kräften abhing, die aus Belarus anrückten.

## Folgen
Der ukrainische Abwehrerfolg am ersten Tag verhinderte die russische Absicht, die ukrainische Führung schnell auszuschalten und wirkte sich damit wesentlich auf den Verlauf der Schlacht um Kiew aus.
Am 27. Februar 2022 kam es erneut zu Kämpfen um den Flugplatz. Dabei entstanden umfangreiche Schäden an der Infrastruktur des Flughafens, u. a. wurde der Hangar für die Antonow An-225 beschädigt und das darin befindliche Flugzeug großteils zerstört. Der Flughafen wurde zeitweise erneut von russischen Kräften besetzt. Diese verließen den Flughafen am 1. April 2022.